# Borja Corcóstegui Guraya
Borja Corcóstegui Guraya (Sant Sebastià, 9 d'octubre de 1950) és un metge especialista en oftalmologia, i professor universitari, establert a Barcelona des del 1975, que fou fundador i director mèdic de l'Institut de Microcirurgia Ocular (IMO).
Nascut en el si d'una família de tradició oftalmològica, va cursar els seus estudis de medicina a Saragossa fins a l'any 1974, per posteriorment formar-se en oftalmologia a la Universitat Autònoma de Barcelona (1977). S'especialitza amb el postdoctorat en malalties vitreoretinals visitant hospitals a Londres, Filadèlfia i Nova York. Els seus inicis professionals van tenir lloc a l'Hospital Universitari Vall d'Hebron, on va ser membre del grup especialista en retina, director del Departament de Vitreoretina i, l'any 1991, director del Departament d'Oftalmologia. L'any 1994 fou un dels fundadors de l'Institut de Microcirurgia Ocular de Barcelona (IMO), del qual n'ha estat el seu director des de l'inici, i que durant la seva presidència ha obert centres paral·lels a Madrid el 2020 i a Andorra el 2022. Des de l'any 1998 ostenta la presidència de la Societat Espanyola de Retina i Vitri, així com d'Euretina des de 2005.
Corcóstegui ingressa a la Reial Acadèmia de Medicina de Catalunya (RAMC) el 2009 com a acadèmic corresponent i el 2017 és escollit com a acadèmic numerari. Membre del Col·legi Oficial de Metges de Barcelona des del 1974, és a més membre de nombroses societats nacionals i estrangeres, com la Sociedad Española de Retina y Vítreo (SERV), l'European Society of Retina Specialists (EURETINA) o president del Consell Científic de l'European School of Advanced Studies in Ophtalmology (ESASO) de Lugano, Suïssa. Té més d'una dotzena de premis i reconeixements internacionals relacionats amb la seva activitat i aportacions en el despreniment de retina.
En l'àmbit de la docència, és el titular de la càtedra Institut de Microcirurgia Ocular de la Universitat Autònoma de Barcelona i professor del Màster en Vitreoretina (UAB). Ha estat també director de nou tesis doctorals presentades en aquest mateix centre universitari, així com de 26 cursos de formació dedicats la majoria d'ells a problemes vitroretinians. A banda, ha participat com a ponent en 118 conferències en universitats espanyoles, europees i nord-americanes, entre d'altres. Autor de tres llibres i de 28 publicacions en revistes espanyoles i estrangeres, destaca també en el camp de la investigació pels seus treballs en el desenvolupament de tècniques i instruments per a la cirurgia vitroretiniana.
L'any 2001 va ser impulsor i cofundador, juntament amb Rafael Ribó i Massó, de la Fundació humanitària i de cooperació als països en vies de desenvolupament 'Ulls del Món', de la qual ocupa la vicepresidència des de la seva fundació. D'altra banda, és membre del patronat de la Fundació IMO, de la qual, a més, actualment n'és President.
L'any 2021 va rebre el Premi Muncunill a la Innovació Social d'àmbit estatal.